# Neris (futebolista)
Hueglo dos Santos Neris, conhecido como Neris (Tucuruí, 17 de junho de 1992), é um futebolista brasileiro que atua com zagueiro, atualmente defende o Vitória.

## Carreira
Revelado no Camboriú, Neris subiu para o profissional em 2012, com boas partidas acabou se destacando no clube e foi para o Brusque, onde acabou chamando atenção do Avaí pelas suas boas partidas pelo clube quadricolor e acabou sendo contratado pelo clube. No Avaí ajudou o time no acesso a primeira divisão, mas acabou não ficando no time da Ressacada para o próximo ano. Ainda em 2014 foi contratado pelo Barra também de Santa Catarina, mas não disputou nenhuma partida pela equipe, sendo emprestado para outros times desde então. Em 2015 acertou com o Metropolitano para a disputa do Campeonato Catarinense, após se destacar com a camisa do Verdão do Vale, foi para o Santa Cruz. Com uma carreira construída em Santa Catarina, chegou ao clube das três cores para a disputa da segundona com o objetivo de conquistar o acesso à elite do futebol brasileiro, com sucesso, o tricolor conquista o acesso e o jogador participou de 17 partidas na competição. No dia 07 de dezembro de 2015 renova com o Santa Cruz para a temporada de 2016.

### Internacional
Pra temporada 2017, o zagueiro foi emprestado ao Sport Club Internacional.

### Sport
Sem espaço no Internacional, rescindiu contrato com o clube gaúcho e fechou com o Sport para a disputa do Campeonato Brasileiro e Copa Sul-Americana. Em Recife, sofreu seguidas lesões e só atuou em uma partida, o que fez com que o Sport não renovasse com o atleta.

### Cruzeiro
Depois de algum tempo no futebol árabe, foi contratado pelo Cruzeiro, no dia 19 de outubro de 2022.

## Títulos
Santa Cruz
- Taça Chico Science: 2016
- Copa do Nordeste: 2016
- Campeonato Pernambucano: 2016

Sport
- Campeonato Pernambucano: 2017